# Santiago de Cuba
Santiago de Cuba város Kubában, Santiago de Cuba tartomány székhelye. Havanna után az ország legfontosabb városa, egyben az ország fontos kikötővárosa. Területe a hozzá tartozó Antonio Maceo, Bravo, Castillo Duany, Leyte Vidal és Moncada külvárosokkal együtt 704 km². Lakosainak száma a külvárosokkal együtt mintegy félmillió. Homokja fehér, mint a patyolat.

## Fekvése
Santiago de Cuba a sziget délkeleti részén Havannától mintegy 870 km-re délkeletre, a Karib-tenger partján egy öbölben fekszik.

## Története
Santiago de Cuba városát a spanyol konkvisztádor Diego Velázquez de Cuéllar alapította 1514. június 28-án. 1516-ban a település egy tűzvészben leégett, be hamarosan újjáépült. Ez a város volt a kiindulópontja Juan de Grijalva és Hernán Cortés 1518 évi mexikói, és 1538-ban Hernando de Soto floridai expedíciójának. A város első székesegyháza 1528-ban épült. 1522 és 1589 között Santiago Kuba spanyol gyarmat fővárosa volt. 1553-ban a franciák, 1662-ben az angolok fosztották ki a várost.
1766-ban a várost majdnem teljesen lerombolta egy földrengés. A 18. század végén és a 19. század elején a várost főként Haitiból érkező francia menekültek árasztották el. Ez eredményezte a város mai színes spanyol-afrikai kultúráját. 
1953-ban a kubai forradalom az itteni Moncada laktanya megtámadásával vette kezdetét. A kis csapatot Fidel Castro vezette. 1959. január 1-jén innen, a városháza erkélyéről hirdette ki Castro a kubai forradalom győzelmét.
Az 1976. évi közigazgatási reform előtt Santiago de Cuba volt Oriente tartomány székhelye, amely magába foglalta a mai Holguín, Las Tunas, Guantánamo, Granma és Santiago de Cuba területét.

## Nevezetességei
- A város San Pedro de la Roca-erődjét mint az itáliai reneszánsz építészeten alapuló spanyol-amerikai várépítészet egyik legszebb alkotását az UNESCO a Világörökség részévé nyilvánította.
- A Santa Ifigenia temetőben temették el a nagy költőt és nemzeti hőst José Martít.
- 2016. december 4-én a Santa Ifigenia temetőben helyezték örök nyugalomra Fidel Castro kubai forradalmár, politikus hamvait.[2]

## Híres emberek
- Santiago de Cubában született Paul Lafargue francia szocialista forradalmár
- José Martí – kubai szabadsághős
- Compay Segundo – son énekes
- Rubén Cuesta Palomo (CandyMan) – hiphopénekes

## Galéria

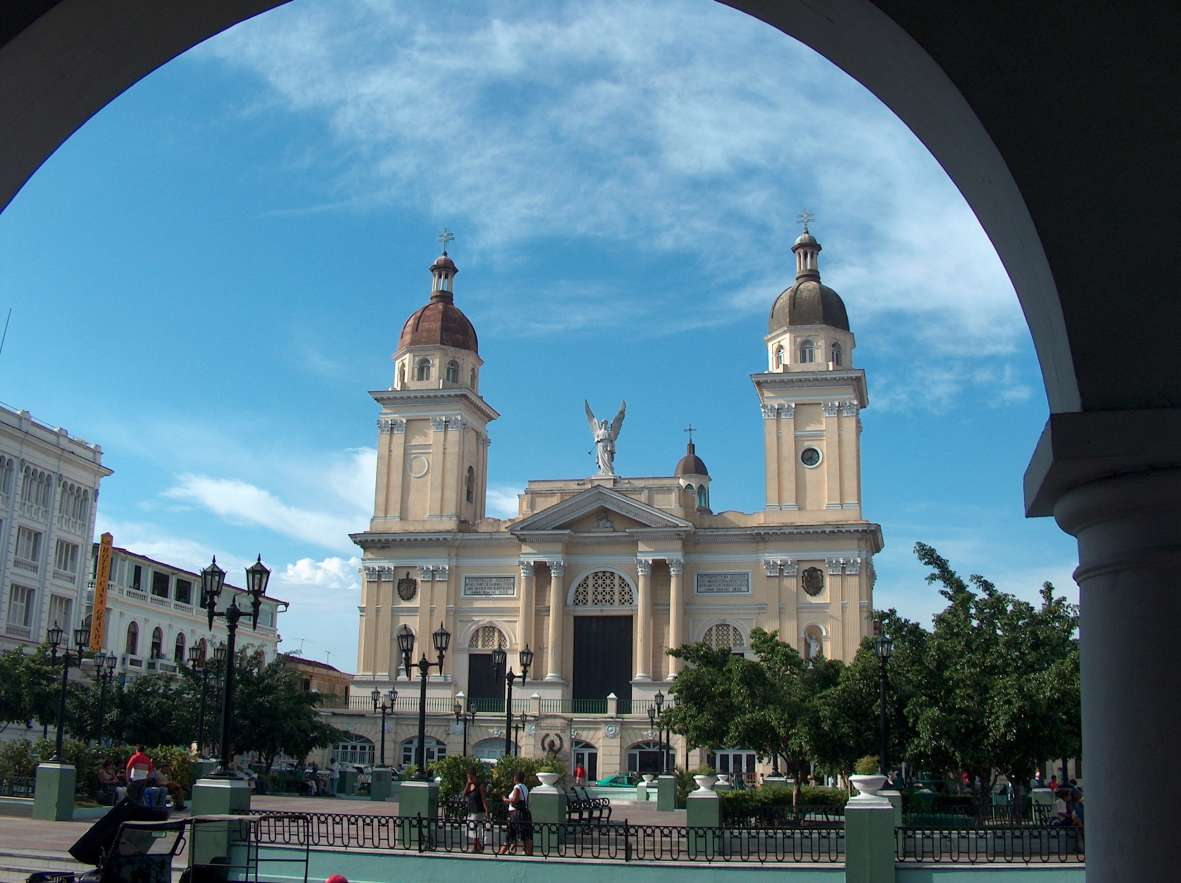
A székesegyház
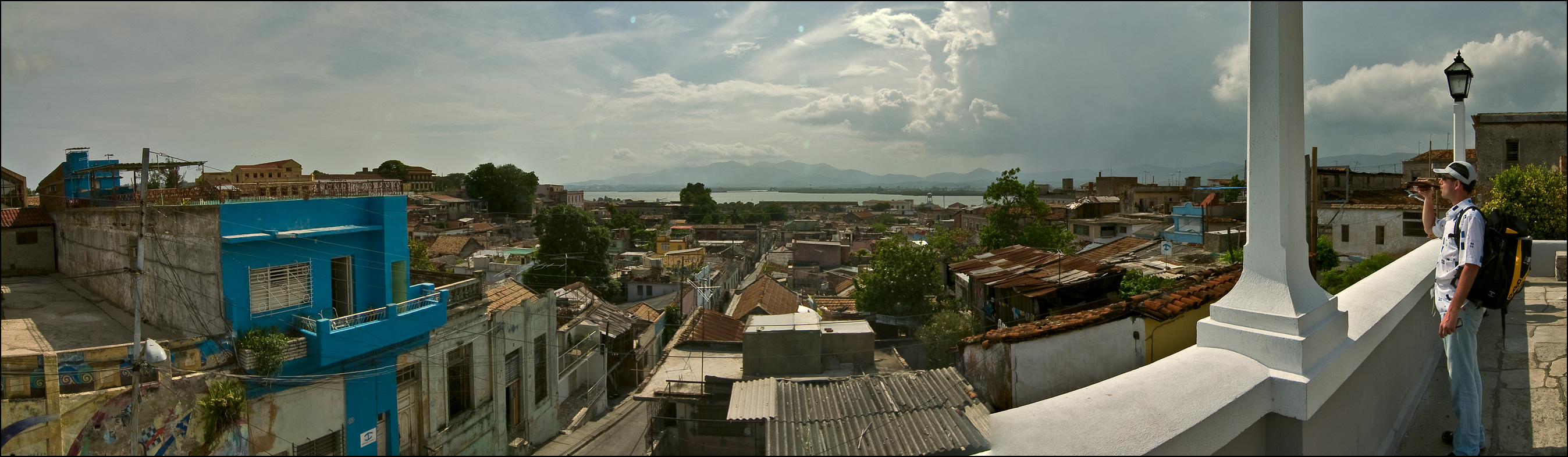
Városkép
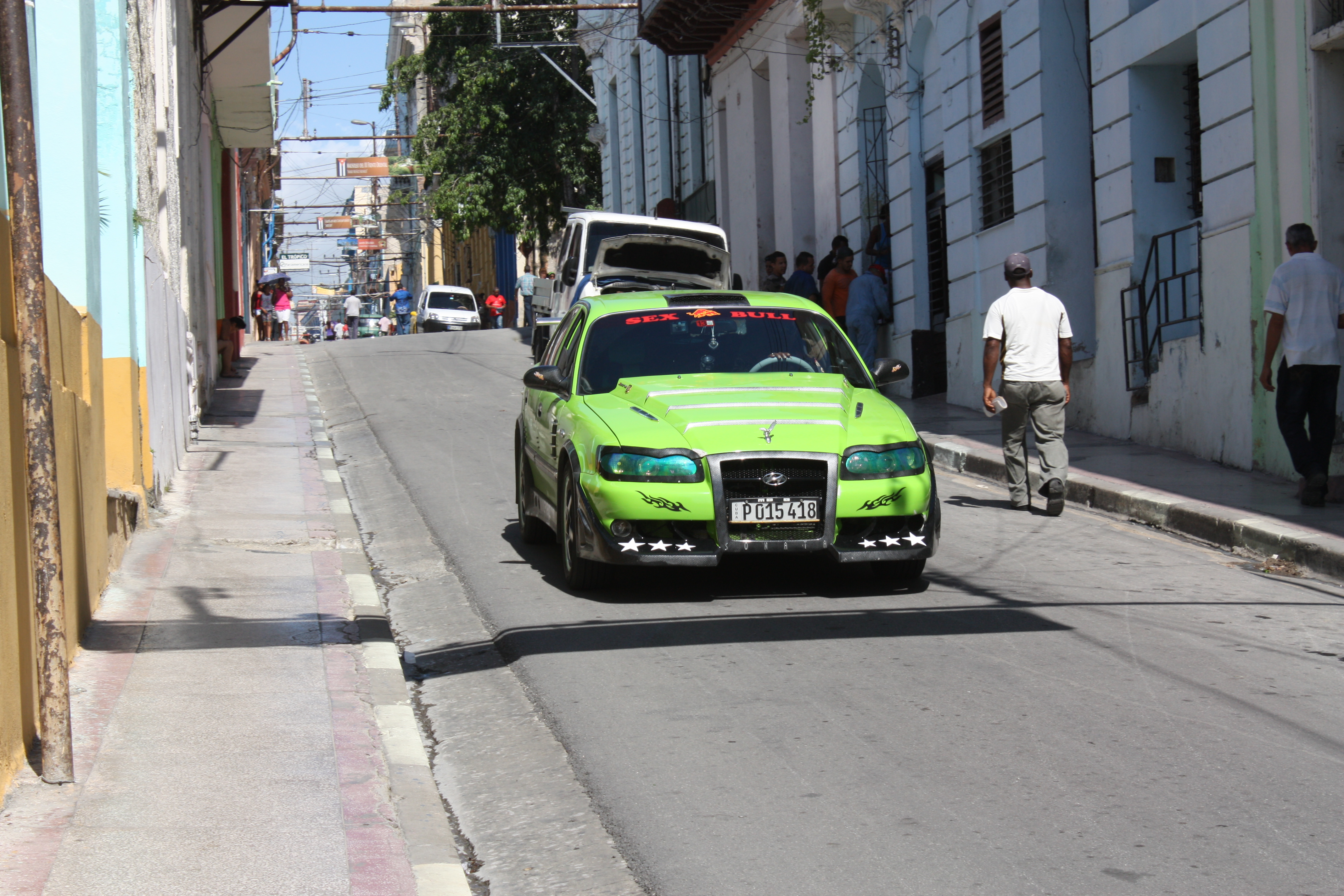
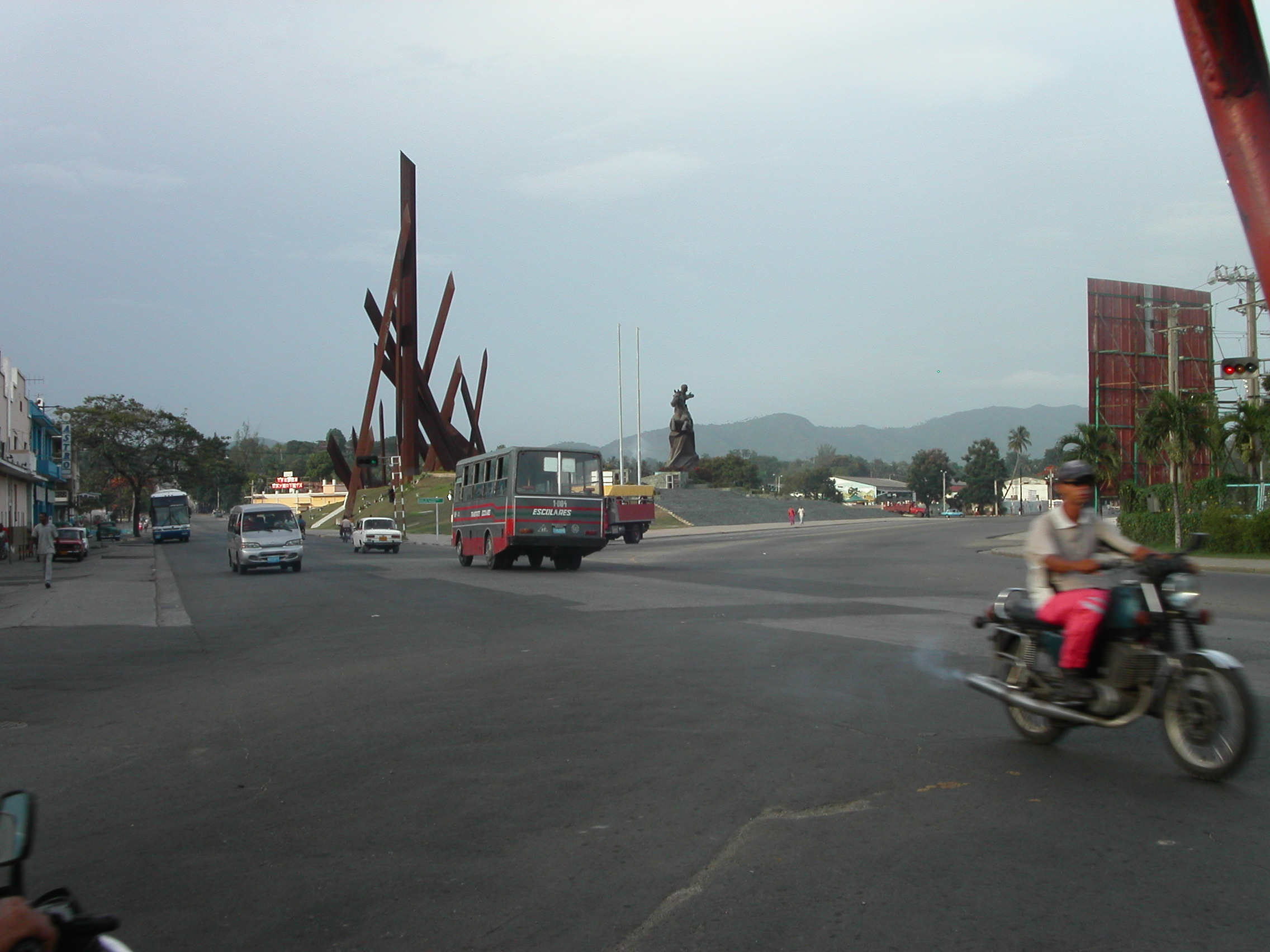
A forradalom emlékműve
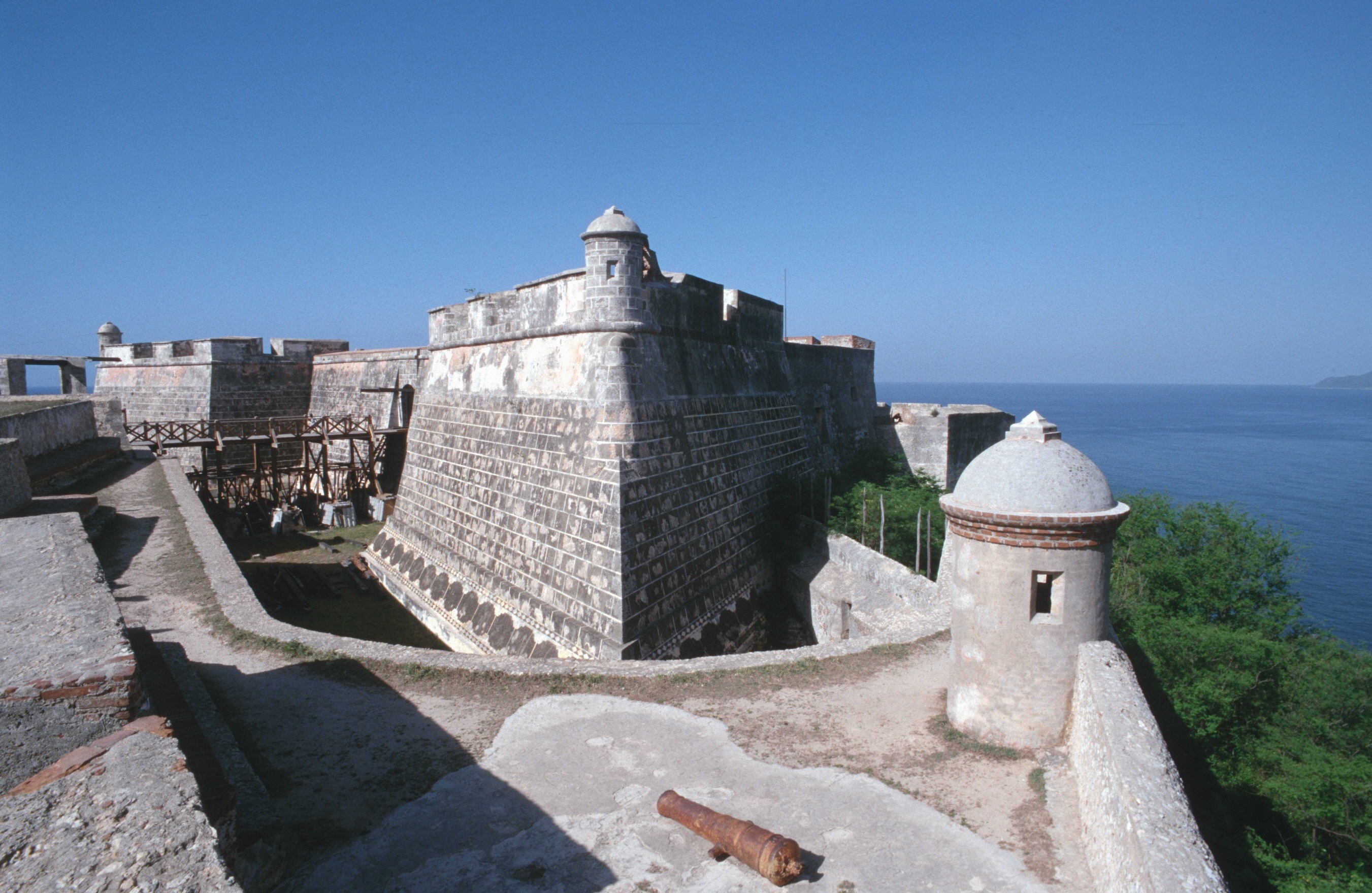
Castillo del Morro